# 로만 야콥슨

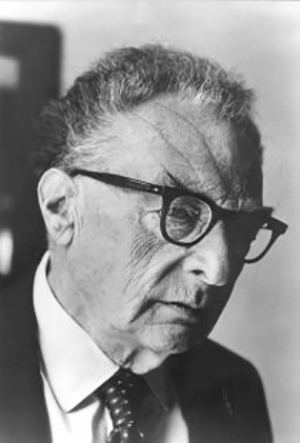

로만 오시포비치 야콥슨(러시아어: Рома́н О́сипович Якобсо́н 로만 오시포비치 야콥손[*], 영어: Roman Osipovich Jakobson, 1896년 10월 11일 ~ 1982년 7월 18일)은 러시아 제국 태생의 미국 언어학자이자 문학 이론가였다.
구조주의 언어학의 선구자인 야콥슨은 20세기의 가장 유명하고 영향력 있는 언어학자 중 한 명이었다. 니콜라이 트루베츠코이와 함께 그는 언어의 음성 분석을 위한 혁신적인 새로운 기술을 개발하여 사실상 현대 음운학 분야를 성립시켰다. 야콥슨은 통사론, 형태론, 의미론과 같은 언어의 다른 측면을 연구하는 데에도 유사한 원리와 기술을 확장했다. 그는 슬라브어 언어학에 많은 공헌을 했으며, 특히 러시아어 사례에 대한 두 가지 연구 와 러시아어 동사 의 범주 분석에 기여했다. 찰스 샌더스 퍼스의 기호학, 커뮤니케이션 이론 및 사이버네틱스에서 얻은 통찰력을 바탕으로 시각 예술 및 영화에 대한 연구 방법을 제안했다.
클로드 레비스트로스 및 롤랑 바르트에 대한 그의 결정적인 영향을 통해 야콥슨은 철학, 인류학 및 문학이론을 포함한 언어학을 넘어서는 학문에 구조 분석을 적용하는 데 중추적인 인물이 되었다. 그는 페르디낭 드 소쉬르가 개척한 구조주의 접근을 더욱 발전시켰고 이는 유럽과 미국에서 전후의 주요 지적 운동이 되었다. 한편 구조주의의 영향은 1970년대에 감소했지만 야콥슨의 작업은 언어인류학에서 계속 주목을 받고 있다. 야콥슨의 근본적인 언어적 보편 개념, 특히 변별적 자질에 대한 그의 유명한 이론은 20세기 후반에 이론언어학의 지배적인 인물이 된 노엄 촘스키의 초기 사고에 결정적인 영향을 미쳤다.

## 삶과 활동
야콥슨은 1896년 10월 11일에 러시아 제국에서 태어났으며 아주 어린 시절에 언어에 매료되었다. 그는 모스크바 대학교에서 공부했다. 학생 시절 그는 모스크바 언어 서클의 주요 인물이었으며 모스크바 아방가르드 예술과 시의 활발한 세계에 참여했다. 그는 특히 러시아 미래주의에 관심을 가졌다. 그는 시집을 출판하고 블라디미르 마야콥스키, 카지미르 말레비치 등과 친구가 되었다. 그가 언어학자가 되도록 부분적으로 영감을 준 것은 동시대 사람들의 시였다.
처음에는 볼셰비키 혁명의 열렬한 지지자였지만, 야콥슨은 곧 환멸을 느끼게 되었다. 야콥슨은 제2차 세계대전 전 체코슬로바키아의 학문적, 문화적 삶에 몰입했으며 체코 시인 및 문학계 인사들과 긴밀한 관계를 맺었다. 제이콥슨은 1930년 찰스 대학에서 박사학위를 받았다. 그는 또한 체코 운문 연구로 체코 학자들에게 깊은 인상을 남겼다.
야콥슨은 1939년 3월 초에 프라하를 떠나 베를린을 거쳐 덴마크로 갔다. 그는 1939년 9월 1일 노르웨이로 도망갔고, 1940년에 국경을 넘어 스웨덴으로 갔다. 스웨덴 동료들이 독일의 점령 가능성을 우려했을 때, 그는 1941년 뉴욕으로 떠나 그곳에서 탈출한 지식인 이민자들의 더 넓은 공동체의 일부가 되었다.

## 지적 기여
야콥슨은 6개의 언어의 기능을 구별하며, 각 기능은 의사소통 과정의 차원 또는 요소와 연관된다.
- 기능

1. 지시적 기능(표현 전달의 기능)
2. 시적 기능(미적 기능)
3. 감정표시적 기능(표출적 기능)
4. 능동적 기능(감화적 기능)
5. 친교적 기능
6. 메타언어적 기능